# Biancaea sappan

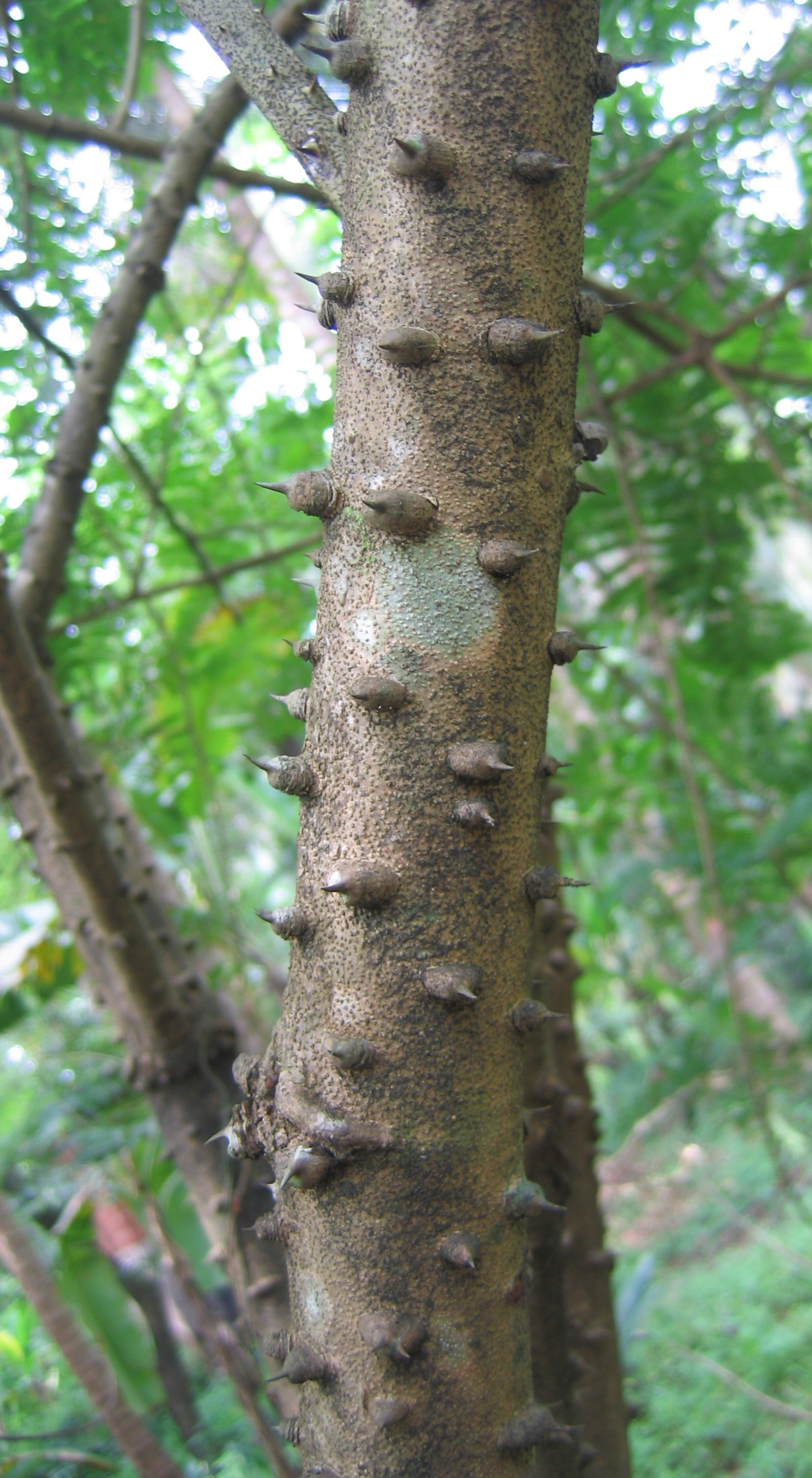
Écorce.

Espèce
Classification phylogénétique
Statut de conservation UICN

 LC  : Préoccupation mineure
Synonymes
- Caesalpinia sappan L., 1753

Biancaea sappan est une espèce de plantes à fleurs de la famille des Caesalpiniaceae selon la classification classique, ou des Fabaceae (sous-famille des Caesalpinioideae) selon la classification phylogénétique. Elle était précédemment rangée dans le genre Caesalpinia. 
C'est un arbre originaire d'Asie tropicale. IL est apparenté au bois brésil (Paubrasilia echinata) et la matière tinctoriale obtenue à partir de son bois était elle-même appelée brésil au Moyen Âge. C'est aussi l'un des « bois rouges » évoqués dans Le Livre de Marco Polo. 

Biancaea sappan, au Jardin botanique de la reine Sirikit, en Thaïlande.
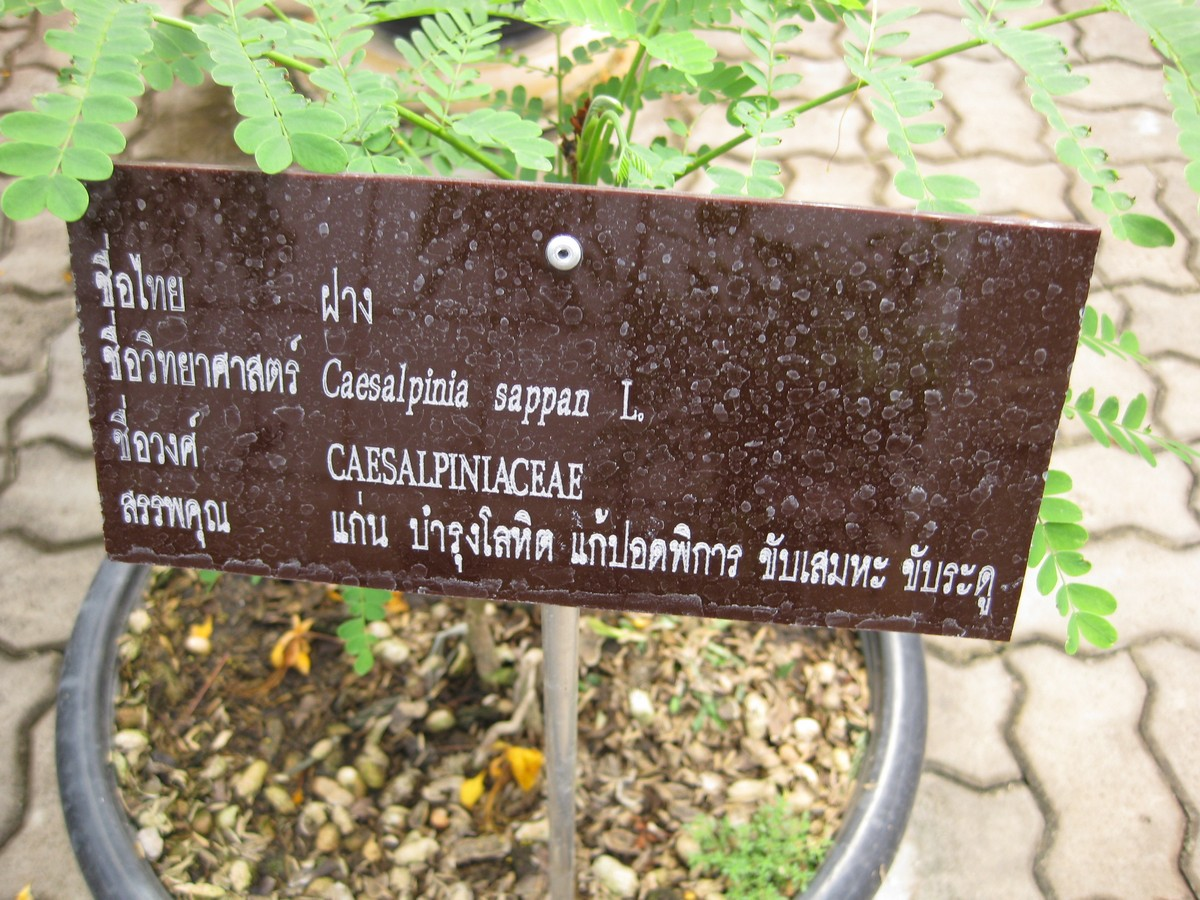
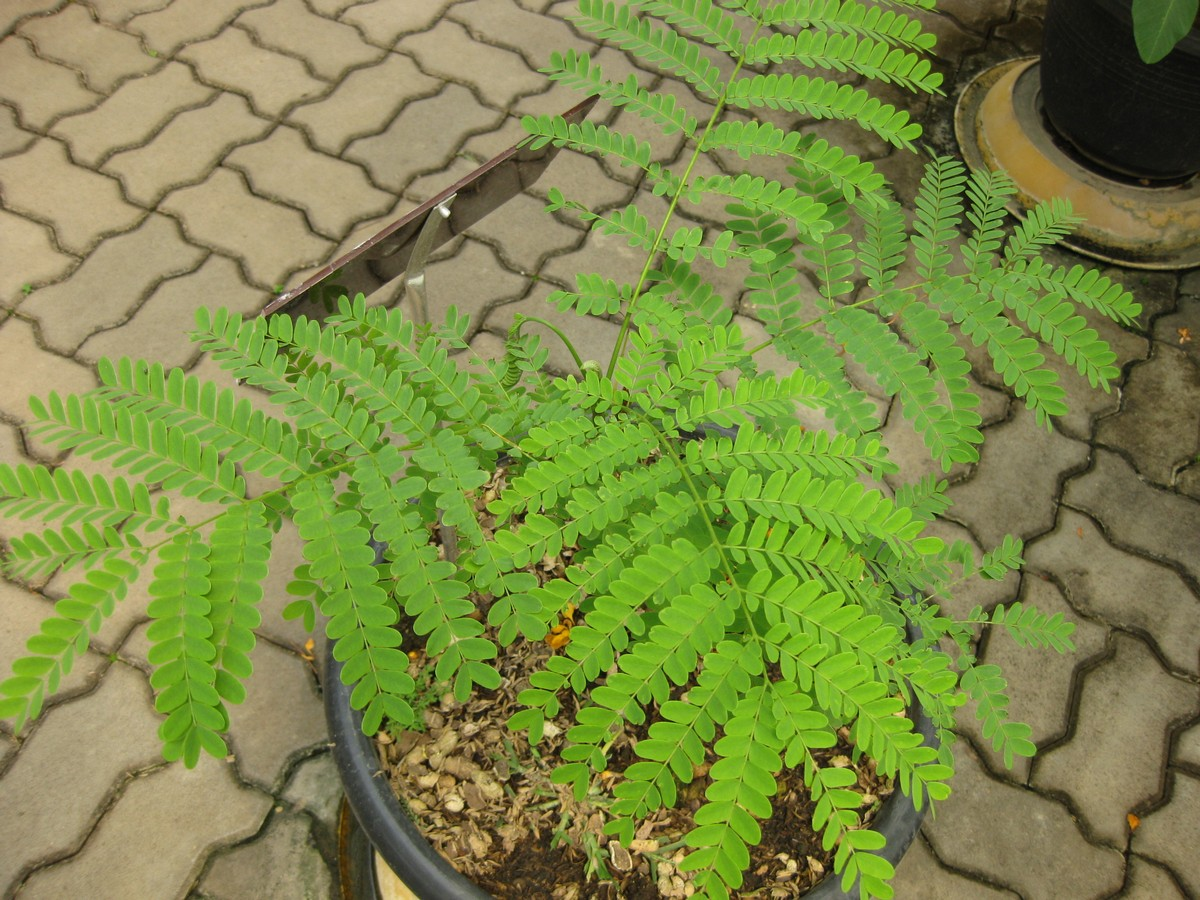
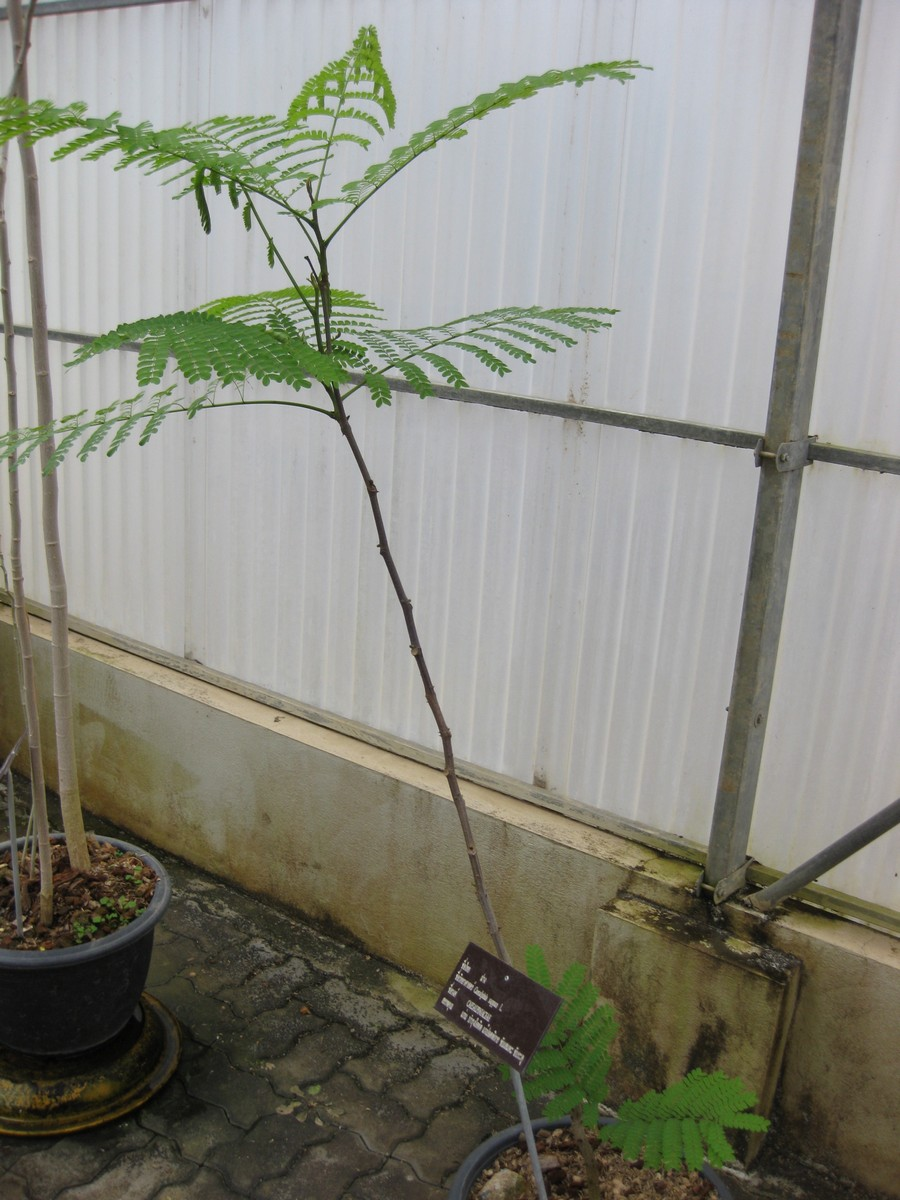